# Beitou
Beitou (chinesisch 北投區, Pinyin Běitóu Qū) ist ein Stadtbezirk von Taipeh. Der Stadtbezirk ist sehr gebirgig und ist für seine heißen Quellen berühmt.

## Übersicht und Geographie
Beitou ist der nördlichste Stadtbezirk Taipehs. Im Süden und Osten grenzt er an den Stadtbezirk Shilin, im Westen an den Stadtbezirk Tamsui in Neu-Taipeh und im Norden an Sanzhi und Jinshan. Der Nordosten des Bezirks ist Teil des Yangmingshan-Nationalparks.
Beitou nimmt eine Fläche von 56,8216 km² ein, was ihn zum zweitgrößten Stadtteil in Taipeh macht. 2017 hatte Beitou ca. 256.000 Einwohner.

## Geschichte
Der Name ‚Beitou‘ soll den Sprachen der taiwanischen Ureinwohner entlehnt sein und „Hexe“ bedeuten. Den ersten Kontakt mit Europäern gab es, als die Spanier im Norden der Insel Taiwan im Jahr 1629 mehrere Niederlassungen gründeten. Wenige Jahre später wurden die Spanier durch die Niederländer verdrängt. Im Jahr 1662 wurde Niederländisch-Formosa vom chinesischen General Zheng Chenggong erobert und wurde danach Teil des chinesischen Kaiserreichs. Danach verlief die Geschichte Beitous parallel zur übrigen Geschichte Taiwans. Während der japanischen Herrschaft über Taiwan war Beitou zwischen 1920 und 1941 ein Dorf (北投庄 Hokutō-shō) im Kreis Shichisei (七星郡) in der Präfektur Taihoku (Taipeh). 1941 wurde es zu einer Stadt (北投街) heraufgestuft. Nach der Übernahme durch die Republik China wurde es dem Landkreis Taipeh im Status einer Stadtgemeinde (北投鎮,  Běitóu Zhèn) zugeordnet. Am 1. Juli 1968 wurde es schließlich zu einem Stadtteil der Stadt Taipeh.

## Heiße Quellen

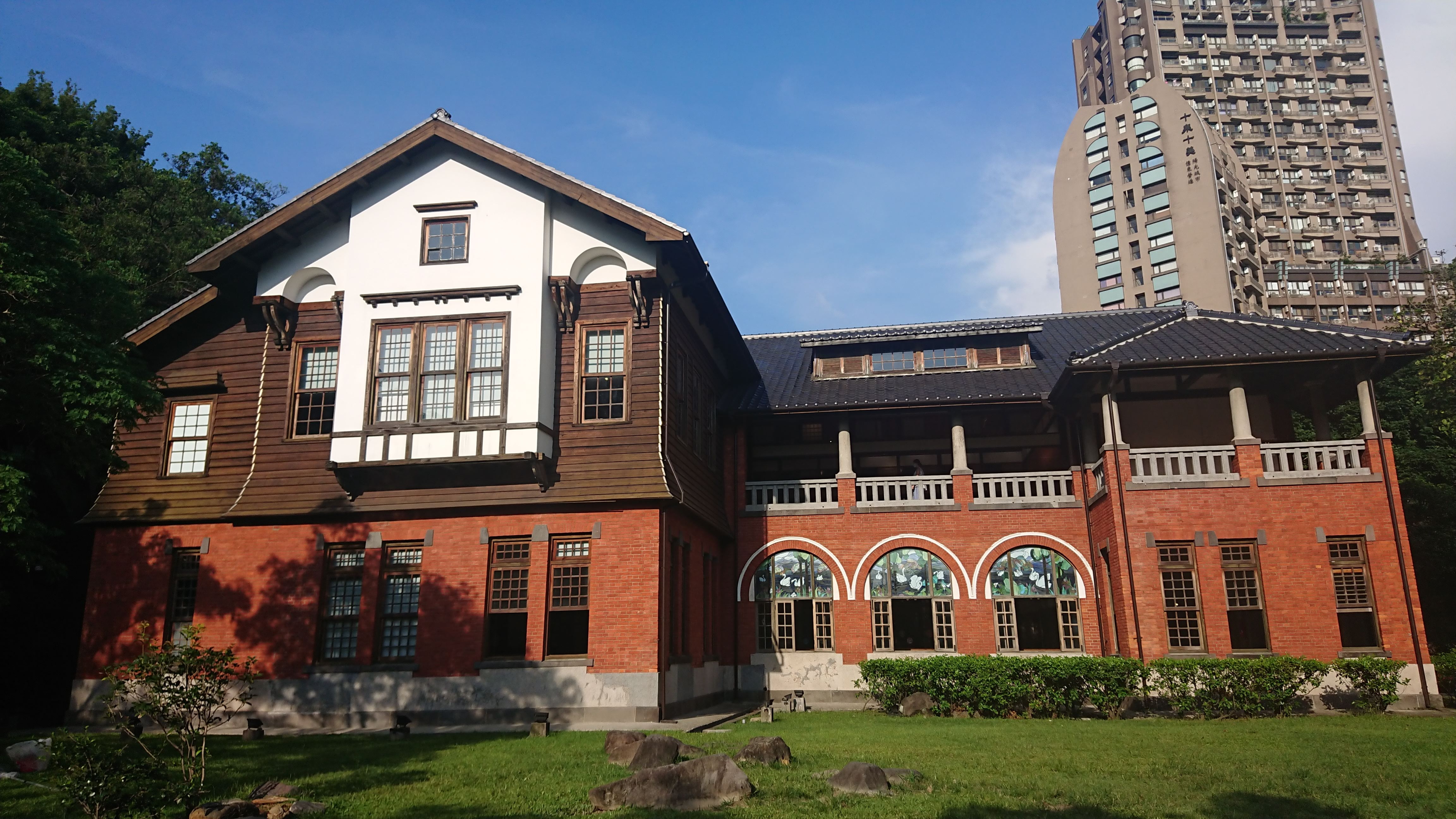
Das Museum für heiße Quellen

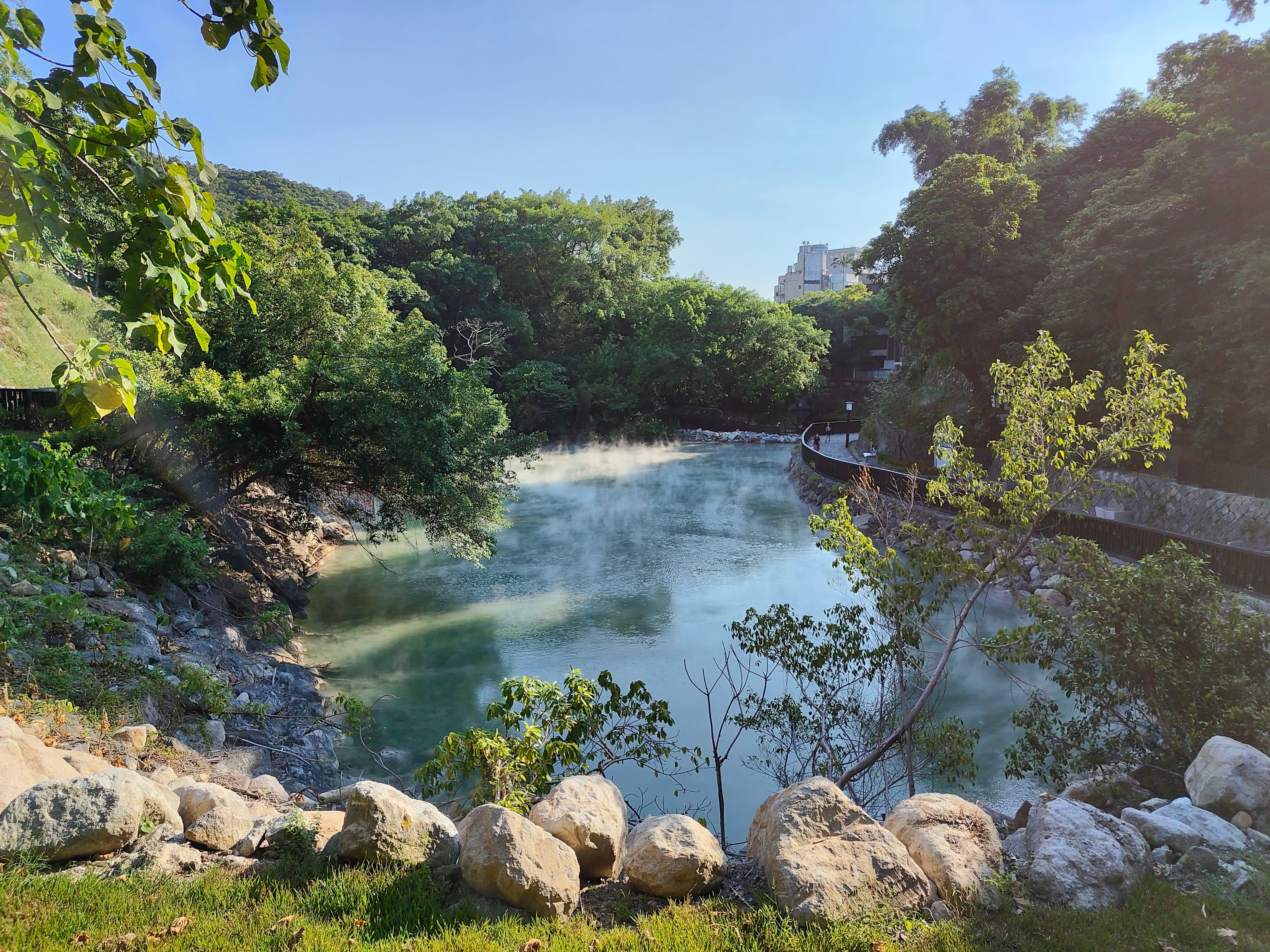
Tal der heißen Quellen in Beitou

Die heißen Quellen wurden 1894 von dem deutschen Schwefel-Kaufmann Ouely entdeckt. 1896 errichtete ein Kaufmann aus Osaka das erste Hotel für heiße Quellen in der Umgebung. 
In Beitou findet sich das Museum für heiße Quellen (北投溫泉博物館,  Běitóu Wēnquán Bówùguǎn), ein früheres öffentliches Badehaus aus japanischer Zeit. Es wurde am 17. Juni 1913 gebaut und war in der Zeit für seine Architektur eines englischen Landhauses berühmt. Im Erdgeschoss, welches aus Ziegeln besteht, befand sich das öffentliche Bad, im ersten Geschoss in Holzbauweise ein Erholungsbereich. Im Jahre 1923 besuchte der damalige japanische Kronprinz und spätere Kaiser Hirohito das Bad. Nach der Übertragung Taiwans an die Republik China 1945 geriet das Badehaus schließlich außer Benutzung und verfiel. Nachdem das Gebäude 1994 von einer Gruppe von Lehrern und Schülern einer Grundschule in Beitou entdeckt wurde, wurde es ab 1998 restauriert. Heute finden sich im Museum Ausstellungen zum Thema der Geschichte der heißen Quellen in Beitou, zur Theorie der heißen Quellen, zur Geschichte der Ketagalan (die früheren Ureinwohner in Taipeh) und zur Entdeckung von Hokutolit (Eine Mineralienart).
Das Museum befindet sich in einem Park in Beitou, durch den ein Fluss ausgehend von der heißen Quelle fließt. An ihn angrenzend finden sich mehrere Hotels, die eigene Bäder anbieten, sowie ein öffentliches Freiluft-Bad. Weiterhin befindet sich eine städtische Bibliothek in Holzbauweise neben dem Park.

## Verkehr
Beitou ist mit der U-Bahn in Taipeh (MRT) auf der roten Danshui-Linie erreichbar. Direkt an dieser Linie liegen die Bahnhöfe Guandu, Zhongyi, Fuxinggang, Beitou, Qiyan, Qili’an, Shipai und Mingde. Vom Bahnhof Beitou zweigt eine Linie zum Bahnhof Xinbeitou ab, der die heißen Quellen erreichbar macht. 
Durch Beitou führen außerdem die Provinzstraßen PH 2a von Jinshan nach Taipeh sowie die PH 2b von Taipeh nach Danshui. Das Gebiet ist außerdem mit vielen Buslinien erreichbar.
Geschichtlich wurde im Jahre 1897 eine Straße zwischen Dadaocheng und Beitou eröffnet. 1901 wurde anschließend die Beitou-Eisenbahn eingeweiht und der Bahnhof Beitou errichtet. Im Jahr 1916 wurde anschließend eine Zweiglinie von dem Bahnhof Beitou zum Bahnhof Xinbeitou (Neu-Beitou) errichtet, um die heißen Quellen besser von Taipeh zu erreichen. Mit der Errichtung der MRT wurde die ursprüngliche Eisenbahn zu einer Linie der U-Bahn.

## Galerie

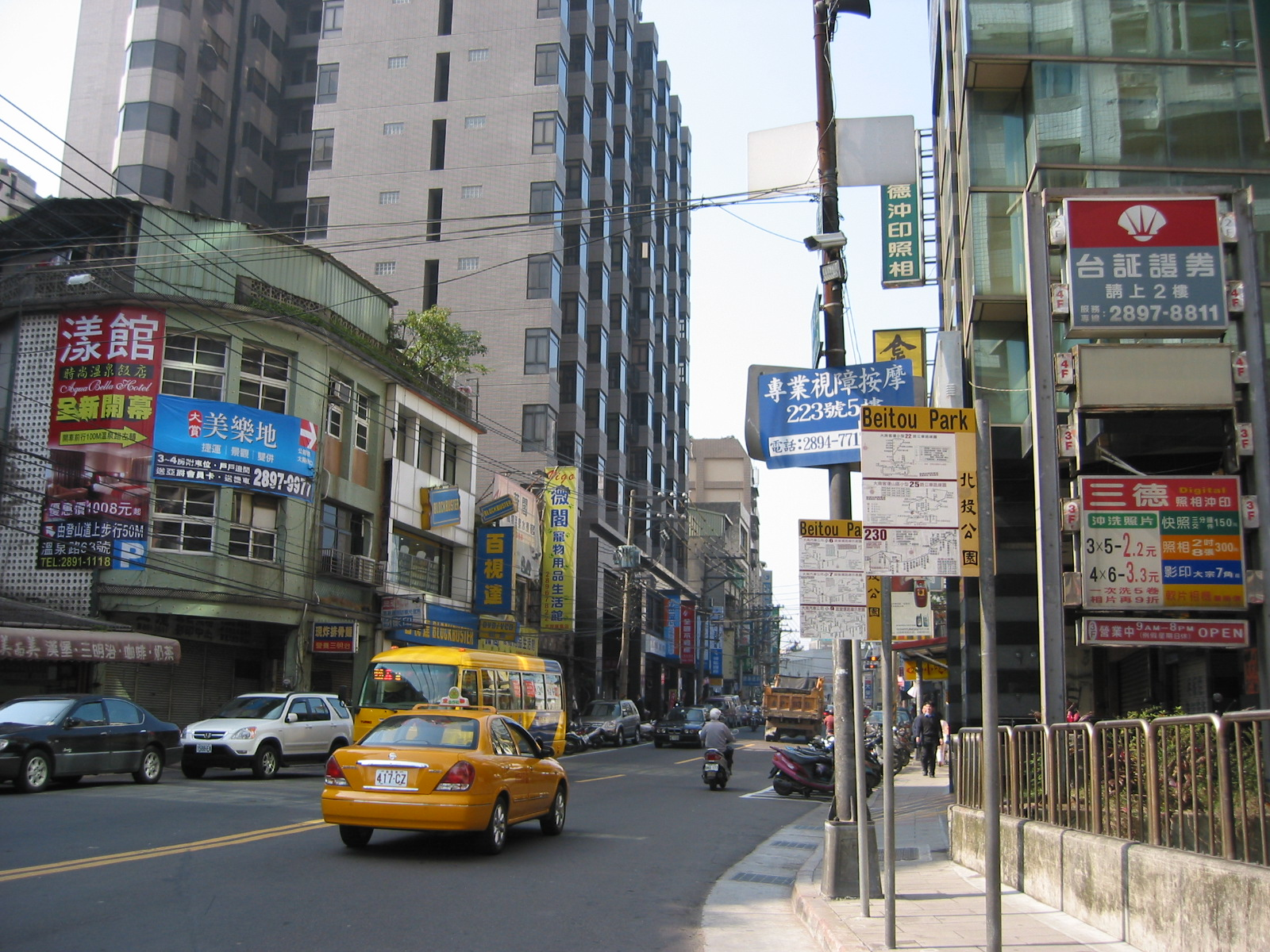
Guangming-Lu in Beitou
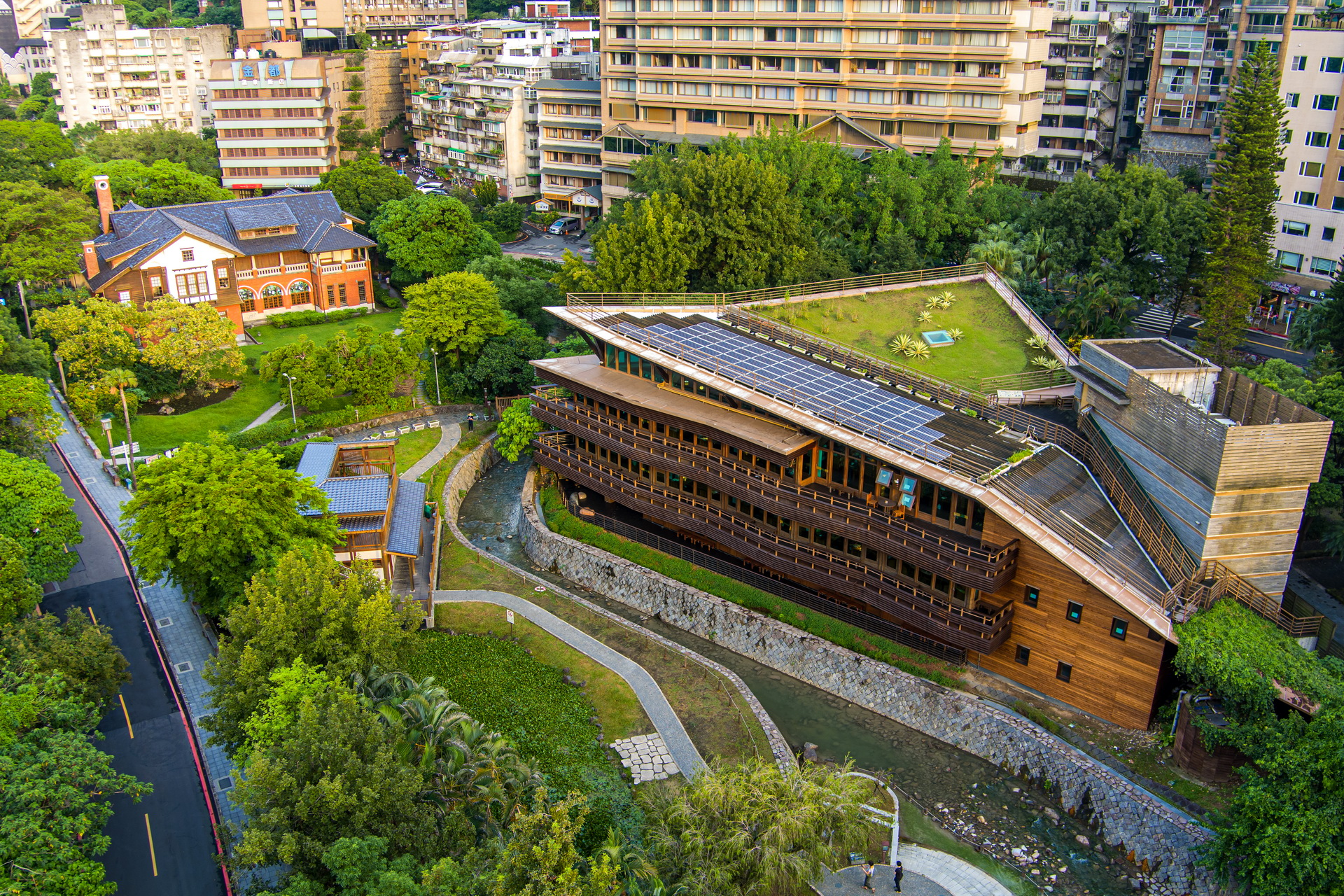
Das Museum für heiße Quellen und die Städtische Bibliothek
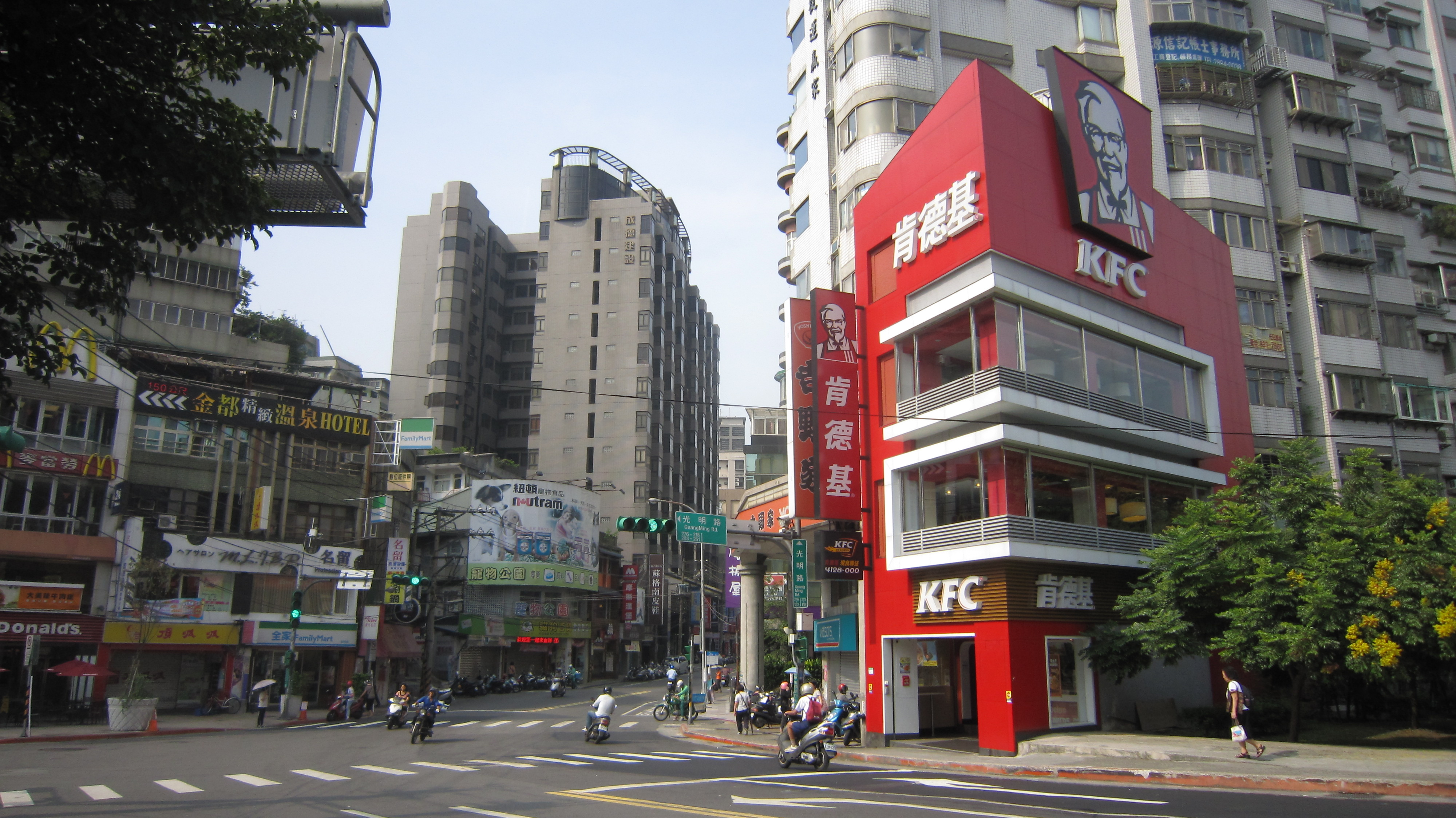
Straßenszene in Xinbeitou
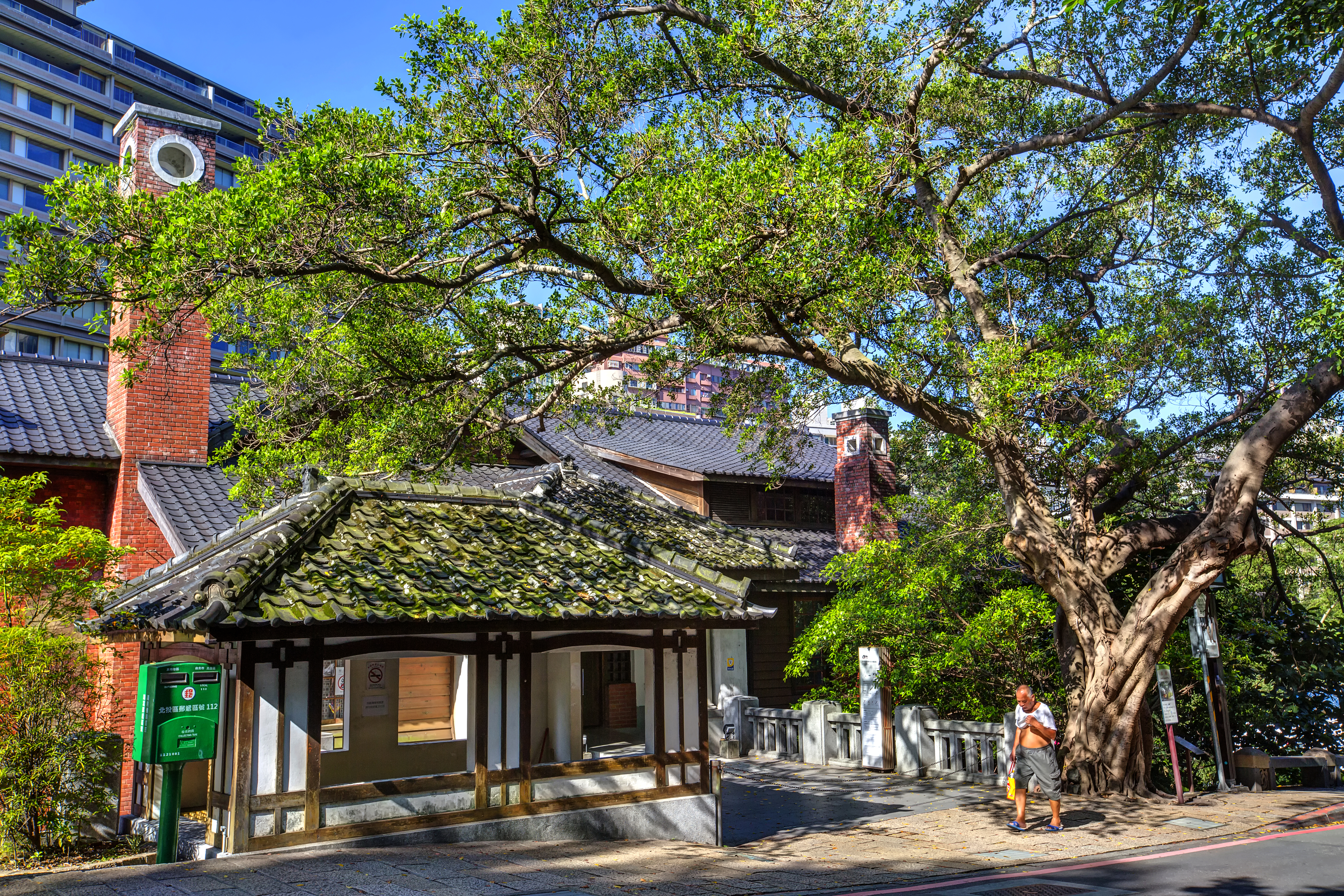
Eingangsbereich des Museums
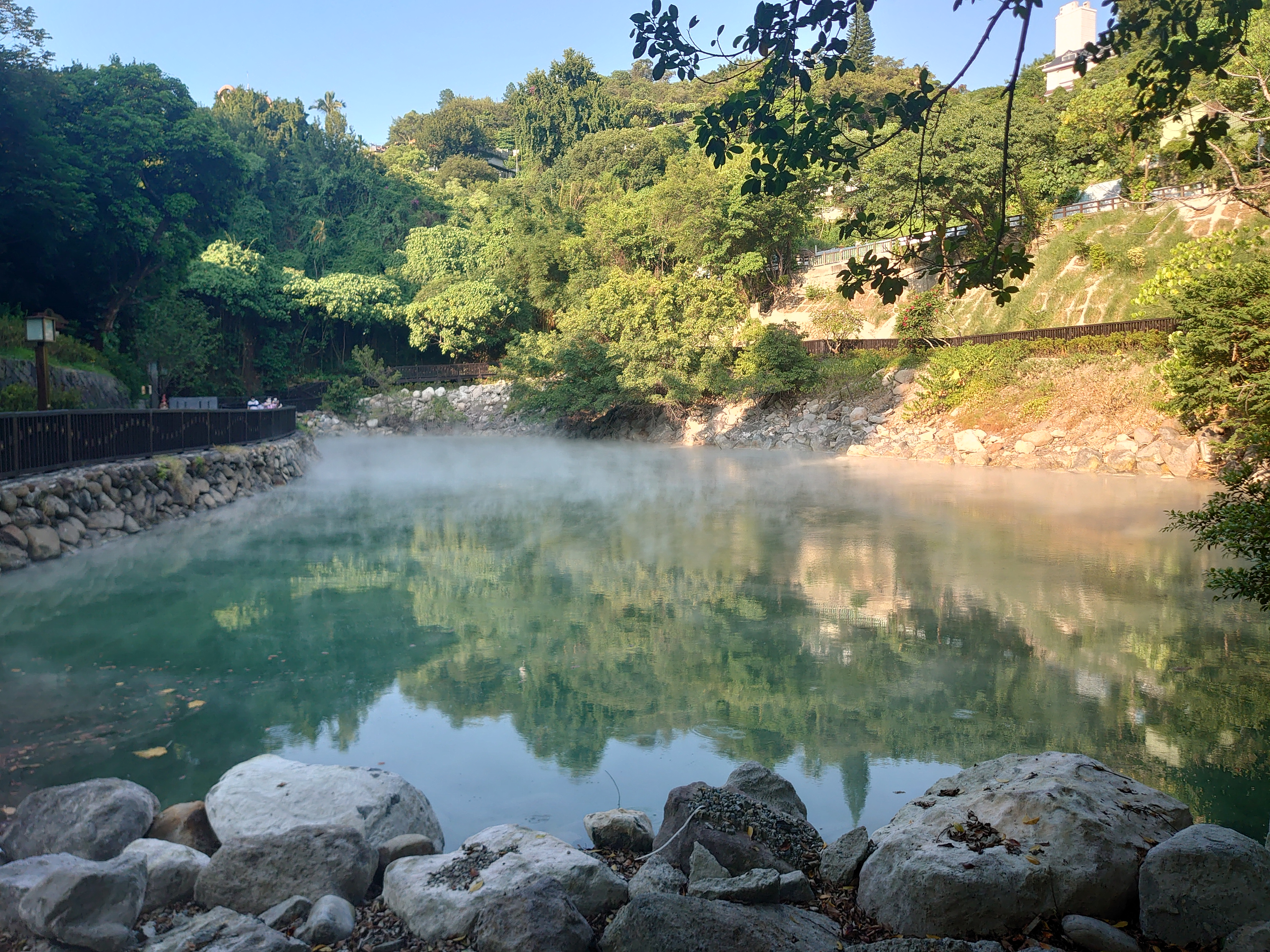
Schwefelquelle